# Dahlia
Pour les articles homonymes, voir Dahlia (homonymie).
Genre
Classification phylogénétique
Dahlia (les dahlias) est un genre de plantes à fleurs de la famille des Astéracées.
Ce sont des plantes tubéreuses.

## Histoire
Le dahlia est originaire des régions chaudes du Mexique, d'Amérique centrale ainsi que de la Colombie. Les Mexicas l'appelaient acocoxochitl (traduit approximativement en « canne d'eau » en raison de sa tige creuse) et utilisaient quotidiennement ses feuilles, pourtant amères, et leurs tubercules comestibles pour nourrir leurs animaux mais aussi pour leurs supposées vertus diurétiques ou anti-épileptiques. Ainsi que le décrit en 1570 Francisco Hernández, les Mexicas le cultivent aussi comme plante ornementale. Il est introduit en France en 1802 par le docteur Thibaud, botaniste lui-même en poste à l'ambassade de Madrid où son tubercule est préconisé comme féculent (au goût d'artichaut mais plus âcre et fibreux) pouvant remplacer la pomme de terre. Mais ses vertus alimentaires sont rapidement supplantées par ses valeurs décoratives lorsque les doubles fleurs de dahlia sont hybridées à partir de 1806 et que des espèces de dahlia cactus (issues de Dahlia juarezii appelé « Étoile du Diable » ou « Corne du Diable » aux fleurs aux ligules longues, effilées et contournées), sont importées du Mexique vers la Hollande en 1872 puis en France en 1876. Aujourd'hui offert commercialement, pour ses qualités ornementales, le dahlia compte plus de quarante mille variétés hybrides (Dahlia × hortensis ou Dahlia × cultorum). Les fleurs, aux formes et aux dimensions variées, sont de tous les coloris sauf le bleu.
Le nom du genre est donné par le directeur du jardin botanique de Madrid Antonio José Cavanilles en hommage au botaniste suédois Anders Dahl mort en 1789, l'année où Cavanilles devait recevoir la plante du Mexique. En 1791, Cavanilles réussit la première floraison européenne du dahlia. Le genre Dahlia est nommé au Mexique du Nord Guéorguina, en l'honneur de Georgi, depuis Carl Ludwig Willdenow.

## Culture
L'espèce la plus connue est le Dahlia pinnata largement cultivé et à l'origine de nombreux hybrides. Le dahlia fleurit de juillet (pour les plus précoces) jusqu'aux gelées.
Il prospère bien en zone climatique 8 et plus,, mais le dahlia craint le gel. Dans les régions où il gèle, il faut donc déplanter les tubercules pour les mettre à l'abri l'hiver.
On le plante en début de printemps quand les risques de gels sont passés (mise en culture sous abri possible un mois avant).

### Entretien
On recommande de pincer le premier bouton de la saison lorsque le dahlia mesure environ 50 cm de haut. Cela permet de favoriser la pousse de rameaux secondaires et ainsi d'obtenir plus de fleurs. Plus tard dans la saison, il faut également éboutonner les rameaux à trois boutons en supprimant les deux latéraux de façon à avoir de jolies fleurs isolées sur la tige.

### Propagation et division de la souche
Le dahlia se multiplie soit en début de saison par bouturage des premiers jets qui naissent lors de la plantation d'un tubercule, soit par division de la souche en fin de saison juste avant les premiers gels.
La division d'une souche de dahlias a deux avantages :
- elle permet de rajeunir le plant qui sera ainsi plus florifère ;
- et elle permet de multiplier le nombre de plants.

Lorsqu'on divise un pied de dahlia, il faut veiller à laisser des bourgeons dormants sur chaque partie coupée. En effet, un tubercule sectionné sans aucun bourgeon à la base ne pourra plus jamais repousser.

## Signe de qualité
Afin de permettre aux jardiniers amateurs de bénéficier de variétés de dahlias de qualité supérieure, un Label rouge a été créé en 2011 par l'association "Excellence végétale". Après les semences pour gazons, il s'agit de la première plante à bénéficier d'un tel label. Aujourd'hui ce sont plus de 100 variétés de dahlias qui en bénéficient.

## Santé
Le dahlia est classé parmi les plantes provoquant des allergies respiratoires mais également des dermatites de contact,. Les fleurs doubles produisent moins de pollen et sont donc préférables dans un jardin familial.[réf. nécessaire]

## Classification botanique des espèces

### SectionPseudodendron

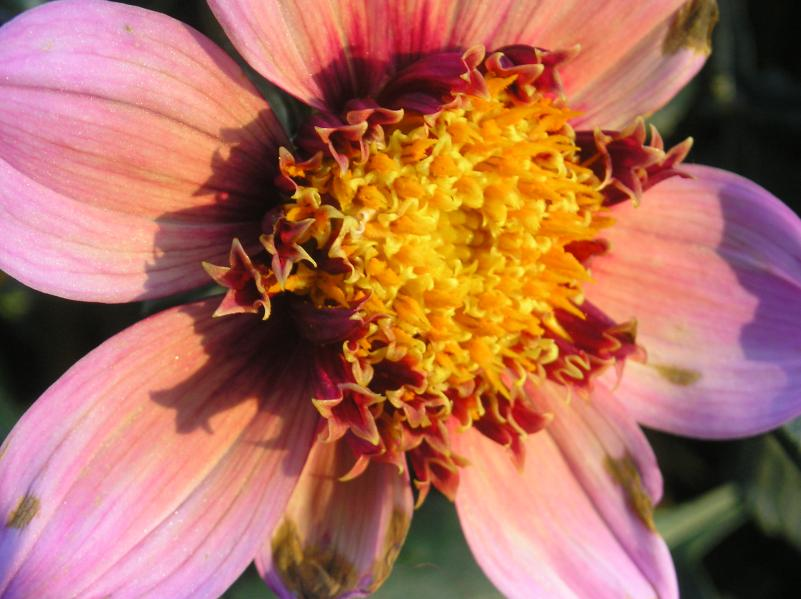
Dahlia au parc floral de Paris.

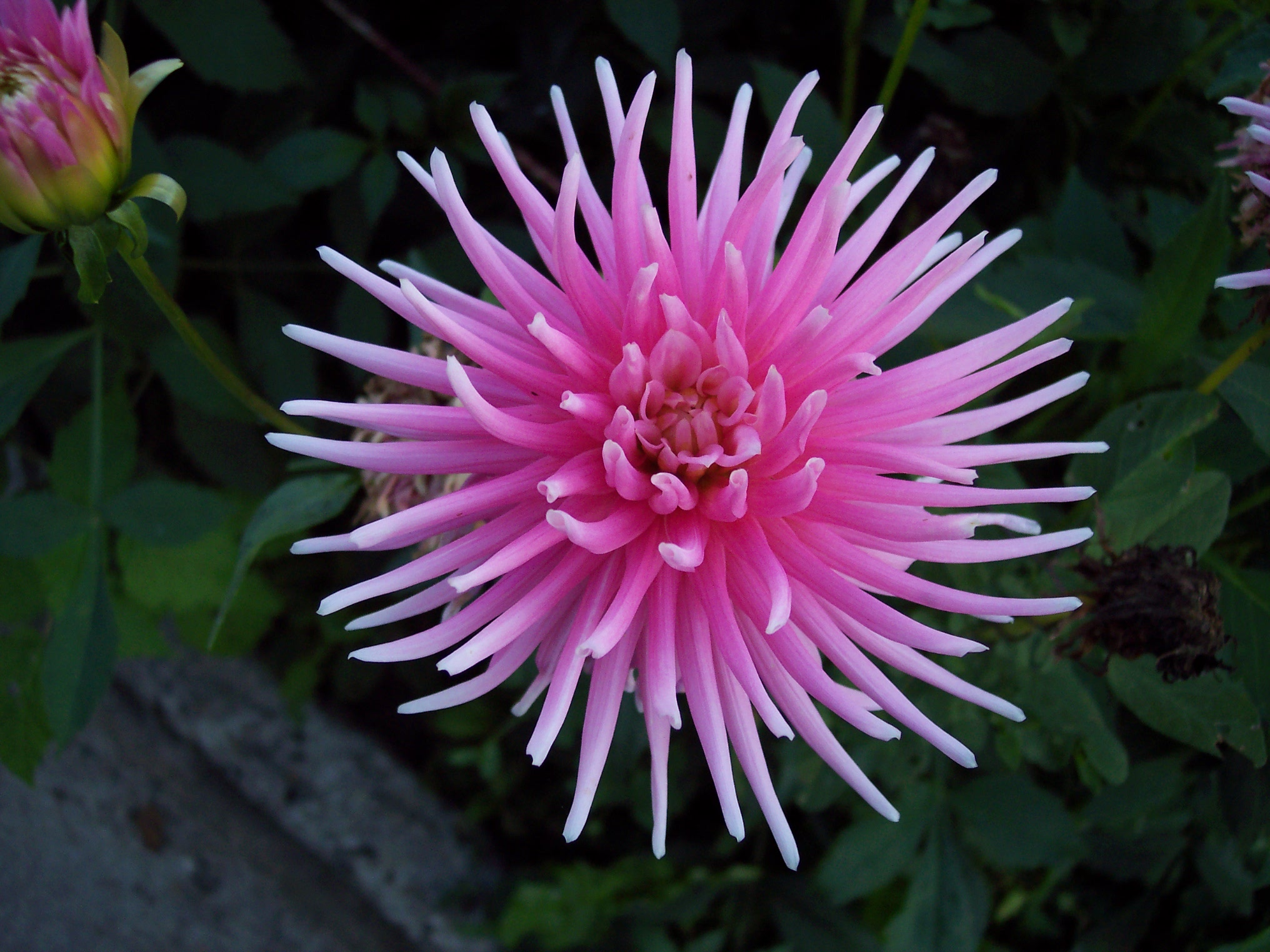
Dahlia "cactus" dans un jardin.

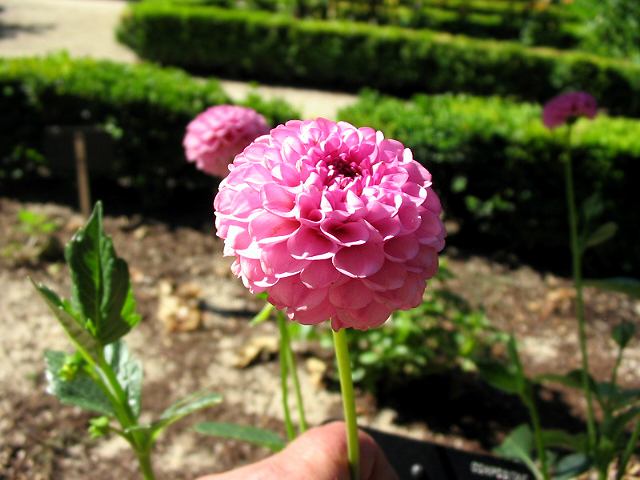
Dahlia pompon aux fleurs en forme de nid d’abeille.

- Dahlia excelsa
- Dahlia imperialis
- Dahlia tenuicaulis
- Dahlia apiculata
- Dahlia campanulata
- Dahlia rustique

### SectionEpiphytum
- Dahlia macdougallii

### SectionEntemophyllon
- Dahlia scapigeroides
- Dahlia foeniculifolia
- Dahlia linearis
- Dahlia rupicola
- Dahlia dissecta
- Dahlia congestifolia

### SectionDahlia

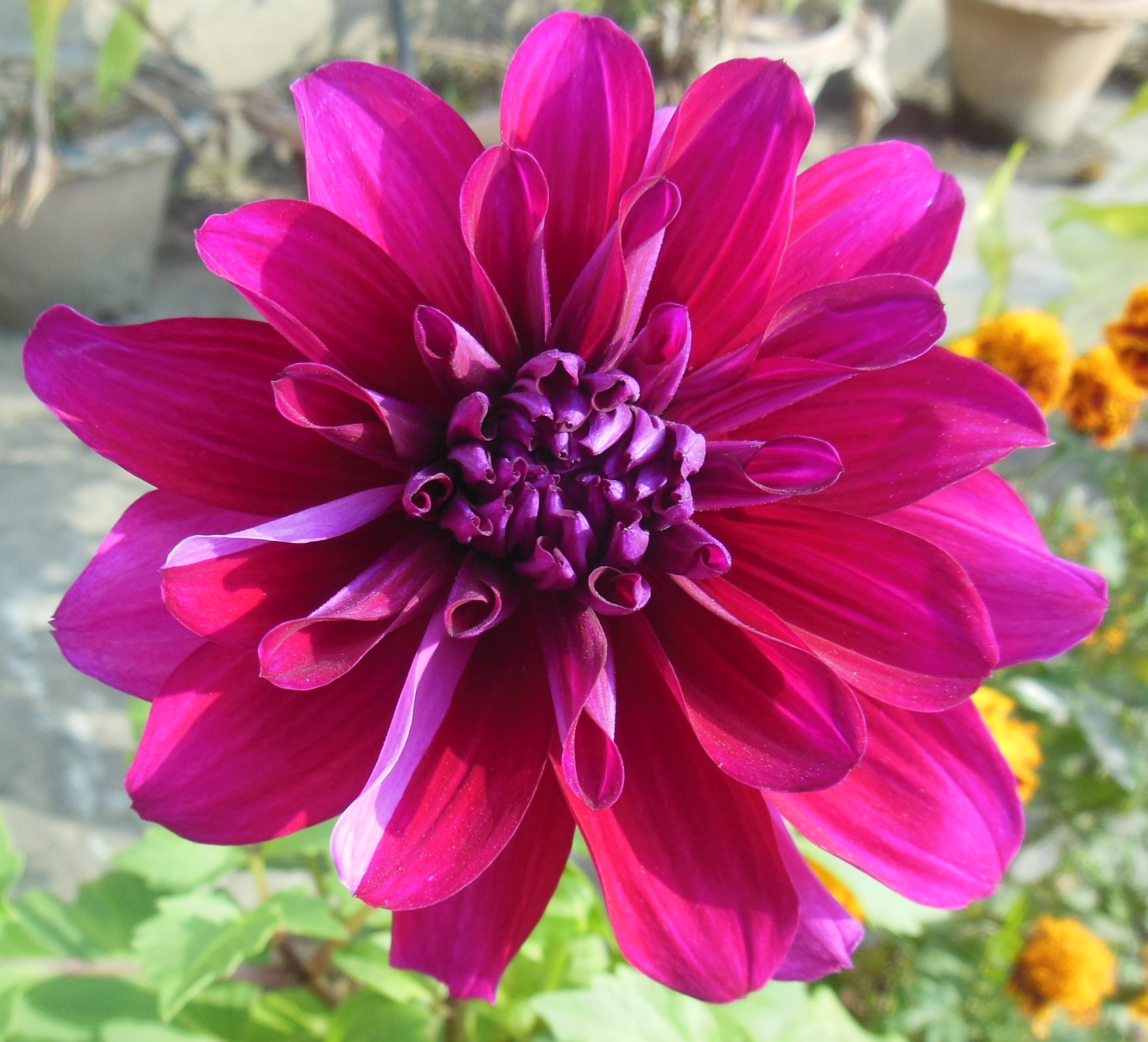
Dahlia Woodland Merinda.

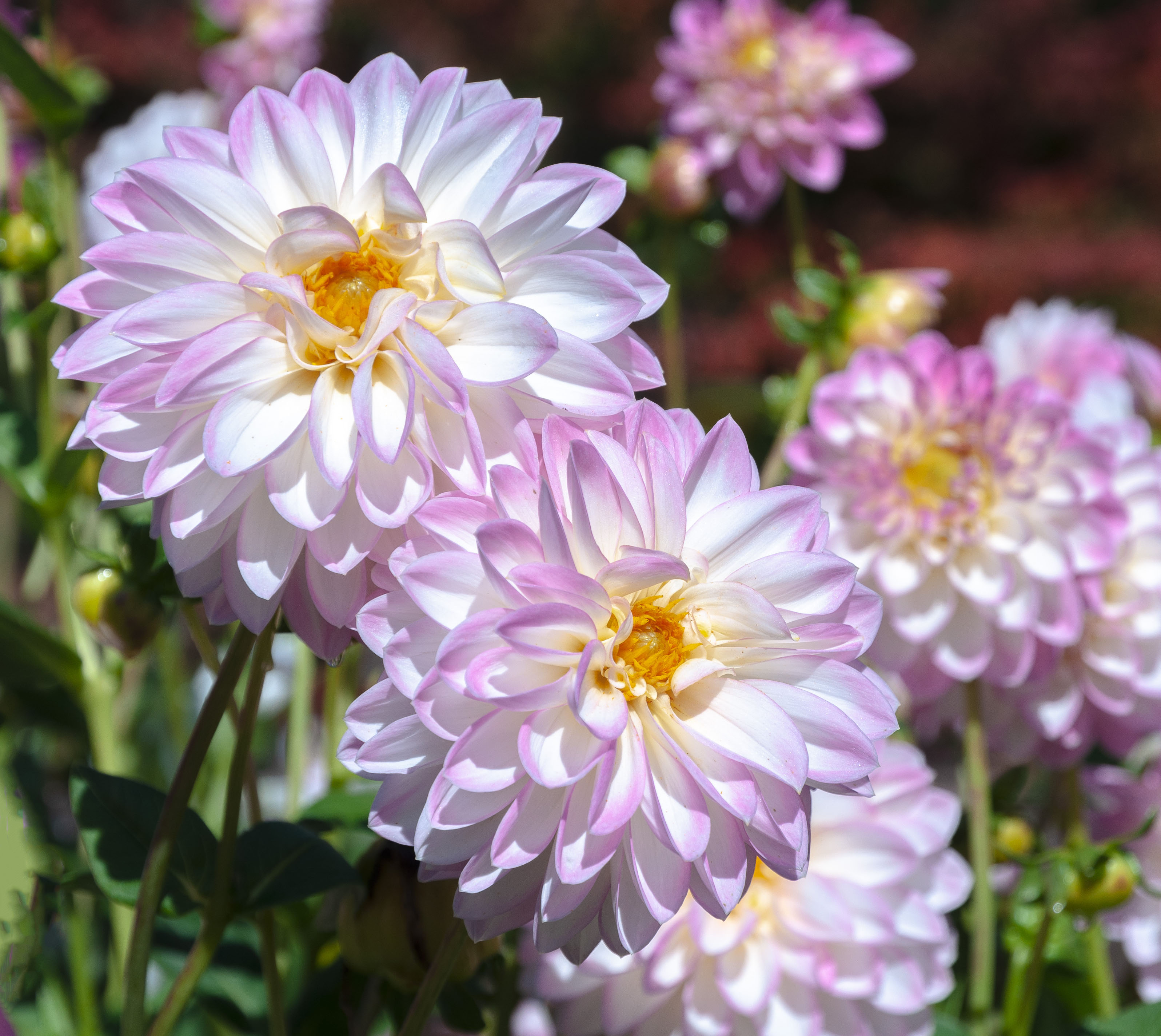
Dahlia x Pinnata.

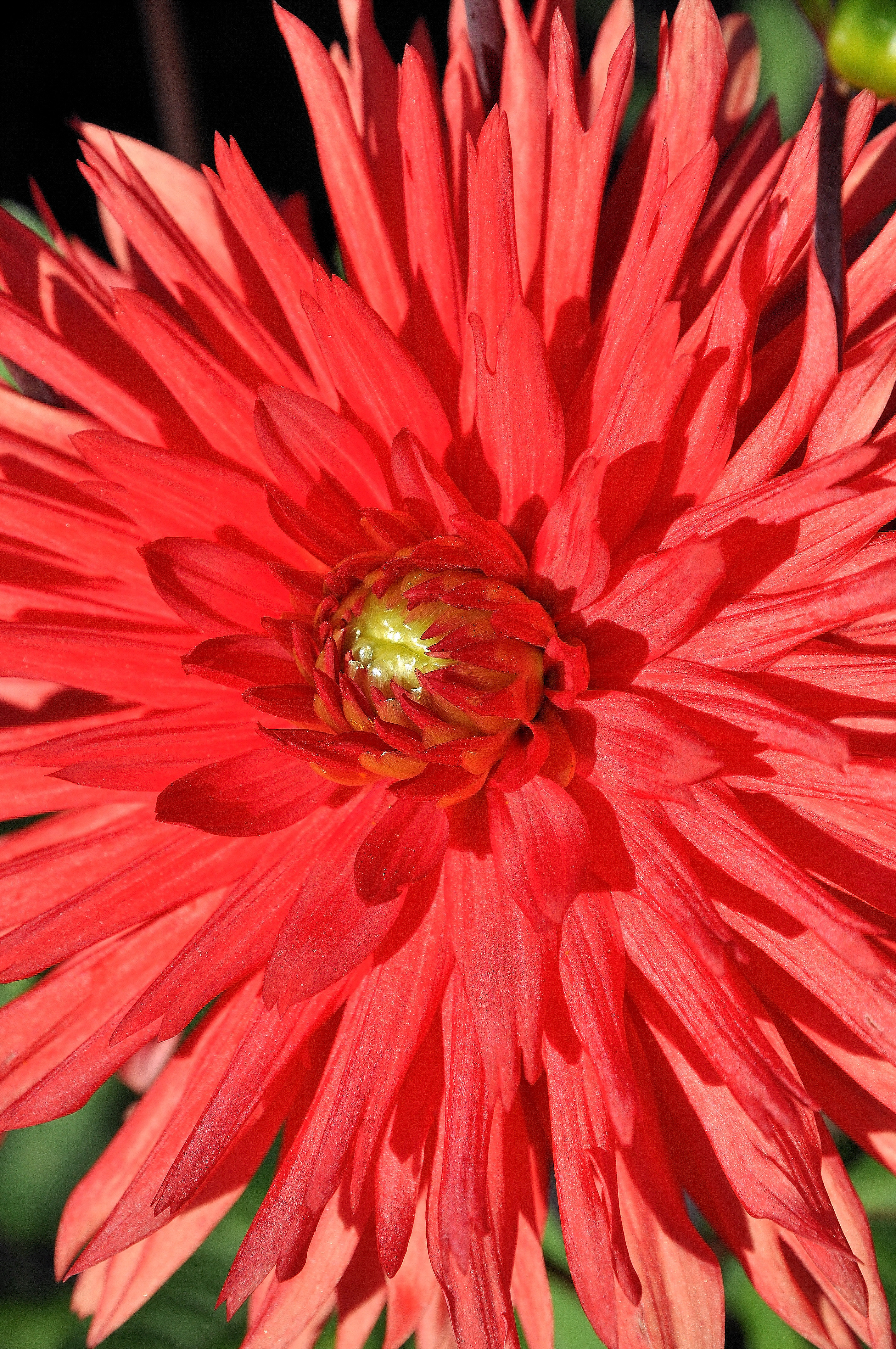
Dahlia cactus.

- Dahlia pinnata
- Dahlia merckii
- Dahlia apiculata
- Dahlia cardiophylla
- Dahlia purpusii
- Dahlia sorensenii
- Dahlia pteropoda
- Dahlia brevis
- Dahlia rudis
- Dahlia moorei
- Dahlia mollis
- Dahlia hintonii
- Dahlia atropurpurea
- Dahlia australis
- Dahlia sherffii
- Dahlia scapigera
- Dahlia barkerae
- Dahlia tenuis
- Dahlia tubulata
- Dahlia parvibracteata
- Dahlia hjertingii
- Dahlia spectabilis
- Dahlia cuspidata
- Dahlia neglecta
- Dahlia coccinea

## Classification horticole

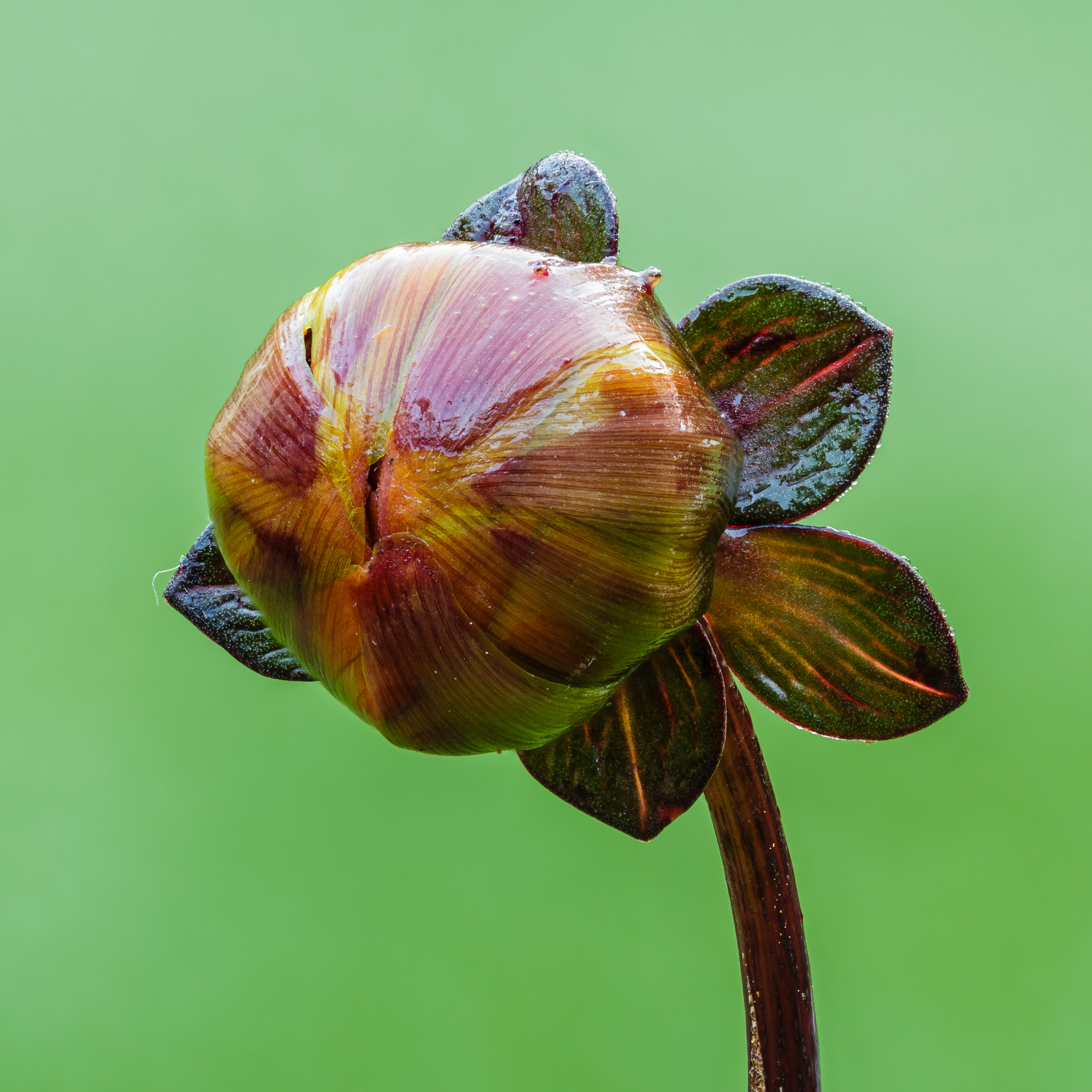
Bouton de fleur d'un culivar Dahlia 'Moonfire', issu de Dahlia pinnata et Dahlia coccinea. Aout 2023.

### Histoire
Le terme inapproprié D. variabilis est souvent utilisé pour décrire les cultivars de Dahlia puisque la bonne filiation reste obscure, mais implique probablement Dahlia coccinea.
En 1846, la Société horticole Caledonia d'Edimbourg a offert un prix de 2 000 livres à la première personne réussissant à produire un dahlia bleu. Cela n'a toujours pas été fait à ce jour, alors que les dahlias produisent de l'anthocyanine, un élément nécessaire à la production du bleu. Pour faire une véritable couleur bleue dans une plante, l'anthocyanine delphinidine a besoin de six groupes hydroxyles mais les dahlias n'en ont que cinq. Les obtenteurs ne peuvent donc obtenir que des variations de mauve, pourpre et lilas.
Au début du XXe siècle, un certain nombre de différents types ont été reconnus. Ces termes ont été basés sur la forme ou la couleur, et la Société nationale du Dahlia inclut les types cactus, Pompon, simple, spectacle et fantaisie dans son guide de 1904. De nombreuses sociétés nationales ont développé leurs propres systèmes de classification jusqu'en 1962 lorsque le Congrès international de l'horticulture a convenu d'élaborer un système reconnu internationalement. Cela a abouti à la publication de 1969 du Registre international des noms de Dahlia par la royal Horticultural Society, qui est devenu l'autorité d'enregistrement central.
Ce système dépendait principalement de la visibilité du disque central, s'il était ouvert au centre ou à fleurs doubles. Les cultivars à fleurs doubles ont ensuite été subdivisés en fonction de la façon dont ils étaient pliés le long de leur axe longitudinal (plat, papilloté ou frisé en arrière). Sur la base de ces caractéristiques, neuf groupes ont été définis plus un dixième groupe "divers" pour tous les cultivars ne correspondant pas aux caractéristiques précédentes. Les dahlias à liseré ont été ajoutés en 2004 et deux autres groupes (orchidée simple et double) en 2007. Le dernier groupe ajouté, "Pivoine", est apparu pour la première fois en 2012.
Dans de nombreux cas, le diamètre de la floraison a ensuite été utilisé pour marquer davantage certains groupes de miniature à géant mais cette pratique a été abandonnée en 2012.

### Système moderne (RHS)
Il y a maintenant plus de 57 000 cultivars officiellement enregistrés par la Royal Horticultural Society (RHS).

#### Type de fleur
Le classement officiel RHS énumère quatorze groupes, regroupés par type de fleurs, ainsi que les abréviations utilisées par la RHS; [50] [47] [51]
- Groupe 1 - dahlias à fleurs simples (Sin) - Fleur à disque central avec un seul anneau extérieur de fleurettes (qui peuvent se chevaucher) l'encerclant, et qui peut être arrondi ou pointu.
  - (Par exemple, « Twyning After Eight »)

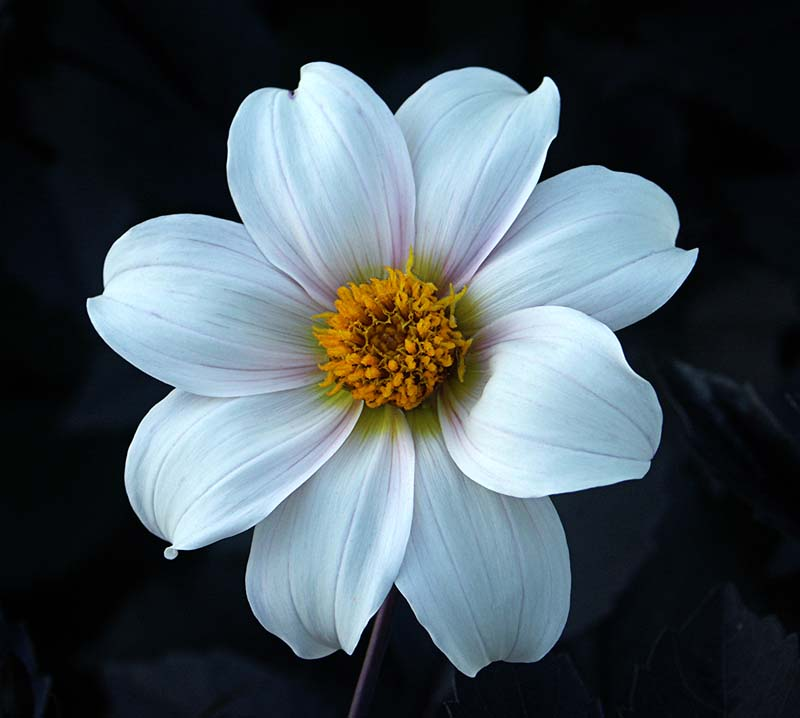
« Twyning's After Eight » (Single).

- Groupe 2 – dahlias Anemone  (Anem) — Le centre de la fleur se compose de fleurettes tubulaires allongés denses, plus longues que les fleurs du disque des dahlias simples, tandis que les parties extérieures ont un ou plusieurs anneaux ligulés. Disque absent.

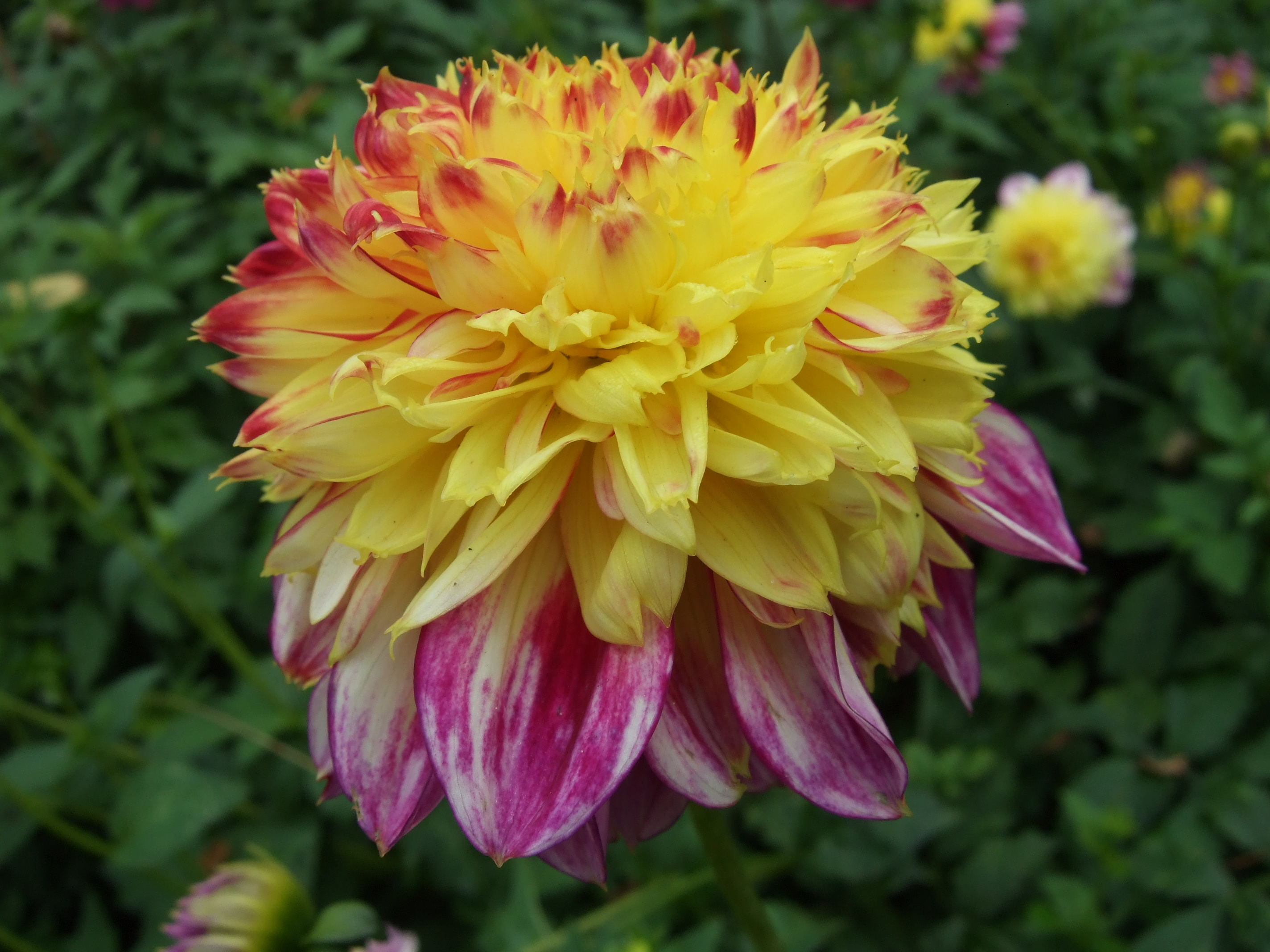
« Boogie Woogie » (Anemone).

  - (Par exemple, « Boogie Woogie »)

## Langage des fleurs
Dans le langage des fleurs, le dahlia symbolise la reconnaissance.